# روبن ألفيس (لاعب كرة قدم)
روبن ألفيس هو لاعب كرة قدم برتغالي في مركز الهجوم، ولد في 19 مارس 1995 في فيلا نوا دغايا في البرتغال. لعب مع سبورتينغ براغا.

## وصلات خارجية
- روبن ألفيس (لاعب كرة قدم) على موقع قاعدة بيانات كرة القدم.إي يو (الإنجليزية)
- روبن ألفيس (لاعب كرة قدم) على موقع Soccerway.com (الإنجليزية)